# Tuffi ai XVIII Giochi asiatici - Trampolino 3 metri sincro femminile
La competizione dei tuffi dal trampolino 3 metri sincro femminile dei XVIII Giochi asiatici si è disputata il 29 agosto 2018 presso il Gelora Bung Karno Aquatic Stadium, a Gelora, Giacarta Centrale, in Indonesia.  La gara si è svolta in un turno nel quale gli atleti hanno eseguito una serie di cinque tuffi.

## Programma
| Data           | Ora (UTC+7) | Turno  |
| -------------- | ----------- | ------ |
| 29 agosto 2018 | 18:45       | Finale |

## Risultati
| Class   | Nazione        | Atlete                                       | Tuffi | Tuffi | Tuffi | Tuffi | Tuffi | Totale |
| Class   | Nazione        | Atlete                                       | 1     | 2     | 3     | 4     | 5     | Totale |
| ------- | -------------- | -------------------------------------------- | ----- | ----- | ----- | ----- | ----- | ------ |
| Oro     | Cina           | Chang Yani Shi Tingmao                       | 52.20 | 55.80 | 76.50 | 73.80 | 77.40 | 335.70 |
| Argento | Malaysia       | Ng Yan Yee Nur Dhabitah Sabri                | 48.00 | 47.40 | 69.30 | 66.03 | 67.50 | 298.23 |
| Bronzo  | Corea del Nord | Kim Kwang-hui Kim Mi-hwa                     | 46.80 | 45.60 | 66.60 | 56.28 | 67.50 | 282.78 |
| 4       | Corea del Sud  | Kim Su-ji Kim Na-mi                          | 46.80 | 44.40 | 60.48 | 62.16 | 54.90 | 268.74 |
| 5       | Giappone       | Sayaka Mikami Hazuki Miyamoto                | 42.60 | 31.80 | 53.10 | 60.30 | 62.10 | 249.90 |
| 6       | Singapore      | Fong Kay Yian Ashlee Tan                     | 42.00 | 38.40 | 51.12 | 57.12 | 56.70 | 245.34 |
| 7       | Indonesia      | Eka Purnama Indah Maria Natalie Dinda Anasti | 39.60 | 42.00 | 46.98 | 49.68 | 52.20 | 230.46 |
| 8       | Macao          | Choi Sut Kuan Leong Sut Chan                 | 38.40 | 36.60 | 34.02 | 41.04 | 48.24 | 198.30 |
| 9       | Hong Kong      | Lee Yin Ting Liu Yuen Ki                     | 37.80 | 35.40 | 37.17 | 42.48 | 34.02 | 186.87 |